# Isaac Isinde
Isaac Isinde (né le 16 avril 1991 à Kampala en Ouganda) est un joueur de football international ougandais, qui évolue au poste de défenseur.

## Biographie

### Carrière en sélection
Il joue son premier match en équipe d'Ouganda le 3 mars 2010, en amical contre la Tanzanie (défaite 2-3).
Il participe avec l'équipe d'Ouganda à la Coupe CECAFA des nations en 2010, 2011, et 2012. L'Ouganda remporte cette compétition en 2011 puis 2012, en battant successivement en finale le Rwanda et le Kenya. Lors de l'édition 2011, il inscrit un but en demi-finale, puis un second but en finale.
En janvier 2017, il participe à la Coupe d'Afrique des nations organisée au Gabon. Lors de cette compétition, il ne joue qu'un seul match, face au Ghana (défaite 1-0).

## Palmarès
| Victors - Coupe d'Ouganda (1) : - Vainqueur : 2009-10. |  | Saint-George - Championnat d'Éthiopie (4) : - Champion : 2011-12, 2013-14, 2014-15 et 2015-16. - Vice-champion : 2012-13. - Coupe d'Éthiopie (1) : - Vainqueur : 2015-16. - Finaliste : 2012-13. |

 Ouganda
- Coupe CECAFA des nations (2) :
  - Vainqueur : 2011 et 2012.
  - Troisième : 2010.